# Cry Me a River
Cry Me a River ist ein Torch Song des US-amerikanischen Songwriters Arthur Hamilton (1926–2025). Er wurde 1953 veröffentlicht, aber erst zwei Jahre später für Julie Londons Debütalbum Julie Is Her Name bei Liberty Records aufgenommen. Es wurde ihr größter Charterfolg.
Der Film The Girl Can’t Help It von 1956, in dem London das Stück interpretierte, verhalf ihm zu weiterer Bekanntheit. Der Song wurde vielfach gecovert und ist zu einem Jazzstandard geworden.

## Entstehung
Ursprünglich war vorgesehen, das Lied von Ella Fitzgerald im Film Es geschah in einer Nacht singen zu lassen. Es kam dort aber nicht zum Einsatz, weil Hamilton sich weigerte, die Bridge mit dem Text Told me love was too plebeian herauszunehmen. Regisseur und Hauptdarsteller Jack Webb verlangte dies, weil ihm unglaubwürdig erschien, dass eine Schwarze das Wort plebeian (deutsch proletenhaft) verwende.
Um Webb seinen Ärger darüber spüren zu lassen, bot Hamilton das Lied seiner Highschool-Geliebten und Webbs Ex-Frau Julie London an, die sich einverstanden erklärte, es zu singen. Produziert wurde das Stück von Bobby Troup, den sie 1959 heiratete.
Das knapp drei Minuten lange Lied erzählt von einer gescheiterten Liebe zwischen Mann und Frau. Auch der Film rankt eine melodramatische Liebesbeziehung in der damals aktuellen Rock-’n’-Roll-Zeit darum. Julie London verkörpert sich darin selbst. Das Arrangement entstand „freihändig“, da London erst im Studio während der Aufnahmen zum Album vorschlug, den Song Cry Me a River einzuspielen, den ihre Begleiter, der Gitarrist Barney Kessel und der Bassist Ray Leatherwood, noch gar nicht kannten: In nur wenigen Einstellungen aufgenommen, bereiteten Kessels Akkorde und Leatherwoods absteigende Basseinführung die Bühne für eine kühl-distanzierte Darbietung der Sängerin.

## Rezeption
Londons Interpretation des Titels erreichte nach vier Wochen die Top 100, stieg dort bis auf Platz 13 und verkaufte sich innerhalb von Jahresfrist über eine Million Mal.  Mit konkurrierenden Fassungen von Kitty White, Jill Corey und Eileen Barton im Herbst 1955 versuchten andere Labels, an Londons Erfolg teilzuhaben.
1959 nahm sie das Lied mit Streichern und einem Cocktail-Piano neu auf. Cry Me a River entwickelte sich zum Standard und wurde von Künstlern der unterschiedlichsten Stilrichtungen gecovert, etwa 1959 von Dinah Washington und 1961 von Ella Fitzgerald. Barbra Streisand nahm den Song 1963 in ihr Debütalbum auf, Ray Charles und Joe Cocker interpretierten das Lied 1964 bzw. 1970. 1993 wurde der Song als erste Single der Lounge-Revival-Band Combustible Edison veröffentlicht, 2001 von der kanadischen Sängerin Diana Krall wieder aufgegriffen.

### Musikbeispiele
- Julie London: Cry Me a River auf YouTube
- Ella Fitzgerald: Cry Me a River auf YouTube
- Blue Mitchell: Cry Me a River auf YouTube
- Aerosmith: Cry Me a River auf YouTube